# Рожа Домашцина
Рожа Домашцина (на немски: Róža Domašcyna) (11 август 1951 г.) е лужишка поетеса, писателка и преводач.

## Биография
Родена е на 11 август 1951 г. в лужишкото село Церна. Между 1968 и 1972 г. работи в редакцията на детското списание „Płomjo“ („Пламък“) и във всекидневника „Nowa Doba“ (днес този вестник се нарича „Serbske Nowiny“). От 1970 г. започва да издава свои стихотворения в лужишкия печат. От 1984 г. е секретар и деловодител в село Хорникеси (Кнапенроде). Автор е и на театрални пиеси и адаптации. Между 1985 и 1989 г. следва в Лайпциг в Института за литература. От 1990 г. е писател на свободна практика и издава творбите си в издателство Януспрес в Берлин. Пише както на немски, така и на лужишки. Превежда поезия и от други славянски езици.

## Произведения
Първият сборник с поезия Домашцина публикува през 1990 г. под заглавие „Wróćo ja doprědka du“, следват „Zaungucker“ (1991), „Pře wšě płoty“ („Über alle Zäune“, 1994), „Zwischen gangbein und springbein“ (1995), „Der Hase im Ärmel“ (лужишки приказки, 1997), „Selbstredend selbzweit selbdritt“ (1998), „Kunstgriff am netzwerg“ (1999), „Pobate bobate“ (1999), „MY NA AGRA“ (2004).
През 1995 г. получава наградата за литература на град Фелбах.